# Грабовець (Львівський район)
Грабове́ць — село в Україні, у Львівському районі Львівської області. Населення становить 142 особи. Орган місцевого самоврядування - Жовтанецька сільська рада.
Село засноване 1900 року, вихідцем з Польщі Мар'яном Свободою, який був лісничим на території де знаходиться село Грабовець, саме він побудував першу хату, яка згодом з розширенням села стала школою.

## Населення

### Мова
Розподіл населення за рідною мовою за даними перепису 2001 року:
| Мова       | Кількість | Відсоток |
| ---------- | --------- | -------- |
| українська | 142       | 100%     |